# Bagatel·la
Bagatel·la dins la música clàssica fa referència a una composició breu i sense pretensions, amb un estil lleuger i alegre, pensada normalment per a ser interpretada al piano. L'any 1717, el Llibre segon per clavicèmbal de François Couperin portava per títol Les Bagatelles i poden considerar aquest com el primer recull d'aquest tipus de peces musicals. Al segle xix, Ludwig van Beethoven reprèn el gènere amb les seves Bagatel·les per a piano op. 33, 119 i 126, però la més coneguda de les seves Bagatel·les és la WoO 59 en La menor, coneguda arreu com ''Per a Elisa''.